# Хорогочи
Хорогочи́ — посёлок в Тындинском районе Амурской области России. Образует сельское поселение Хорогочинский сельсовет.
Посёлок Хорогочи, как и Тындинский район, приравнен к районам Крайнего Севера.

## География
Расположен в 75 км к западу от районного центра, города Тында, на Байкало-Амурской магистрали, на левом берегу реки Верхняя Ларба (правый приток Нюкжи). В окрестностях посёлка в Верхнюю Ларбу впадают две малые реки Хорогочи 1-й и Хорогочи 2-й, откуда название станции и населённого пункта.
В западном направлении от посёлка идёт дорога к посёлку Ларба. В 40 км от посёлка вниз по течению Верхней Ларбы находится село Усть-Уркима; расстояние по лесной дороге — более 70 км.

## Инфраструктура
- Станция Хорогочи; с 1997 года восточный участок БАМа относится к Дальневосточной железной дороге.
- Хорогочинская средняя общеобразовательная школа (с филиалами в пп. Кувыкта и Ларба).

## Население
| 2002 | 2010 | 2012 | 2013 | 2014 | 2015 | 2016 |
| ---- | ---- | ---- | ---- | ---- | ---- | ---- |
| 401  | ↘390 | ↘370 | ↘357 | ↘347 | ↗351 | ↗352 |
| 2017 | 2018 |      |      |      |      |      |
| ↘343 | ↗347 |      |      |      |      |      |